# 高阳廊桥
高阳廊桥是一座双拱石桥，位于中国安徽省黄山市歙县许村镇，跨昉溪。
高阳廊桥由元代处士许友山建。清康熙五十八年（1719年）重立。桥双孔，长21米，宽5米。明嘉靖时桥上设桥廊七间，外观参差错落，中部三间天花板有龙凤彩绘。桥廊开六角形、长方形、圆形的窗户，可凭窗观赏山水景致。两侧置坐凳。
2006年5月，高阳廊桥作为许村古建筑群的子项，被列为第六批全国重点文物保护单位。